# بوبي ميتشيل (لاعب غولف)
بوبي ميتشيل (بالإنجليزية: Bobby Mitchell)‏ هو لاعب غولف أمريكي، ولد في 23 فبراير 1943 في تشاتهام في الولايات المتحدة، وتوفي في 20 مارس 2018.

## وصلات خارجية
- بوبي ميتشيل على موقع رابطة لاعبي الغولف المحترفين (الإنجليزية)